# Bootstrap (astrophysique)
Pour les articles homonymes, voir Bootstrap.
En astrophysique, le bootstrap est une théorie explicative de l'origine de l'univers développée par Edgard Gunzig. 
Cette théorie suggère que notre Univers voisine avec d'autres cosmos semblable au nôtre, mais à des stades d'évolutions différents. Pour faciliter la compréhension de cette théorie de «plurivers» on utilise la métaphore suivante : notre Univers est en fait un raisin à l'intérieur d'une grappe. De plus, selon Gunzig l'Univers se réplique constamment. En fait, il créerait un clone de lui-même lorsqu'il «meurt» à l'aide de ses «décombres». Donc, selon cette théorie, il y avait un autre Univers analogue au nôtre avant le Big Bang.
On peut lire dans son livre Que faisiez-vous avant le Big Bang ? : « L'univers résulte d'un univers identique qui ne doit son existence qu'à lui-même. Il découle de ce bootstrap cosmologique que notre univers existe depuis 13,7 milliards d'années, mais aussi depuis toujours et pour toujours [...] Chaque lieu où se réalisent ces conditions produit alors un univers-bulle en expansion inflatoire qui signe le début d'une histoire cosmologique identique à celle de l'univers qui lui a donné naissance. Des myriades d'univers clones jaillissent, chacun d'eux produisant à son tour de nouveaux univers.».